# Pemberton (Minnesota)
Pemberton è un comune degli Stati Uniti d'America, situato nello Stato del Minnesota, nella Contea di Blue Earth.